# Copa del Mundo de Ciclismo de 1989
Fue realizada en Milán-San Remo 1989 siendo la 80.ª edición de la carrera Milán-San Remo. Se disputó el 18 de marzo de 1989.
La Copa del Mundo de Ciclismo en el año 1989 tuvo los siguientes resultados:
Fue la primera edición de la Copa del Mundo y el sistema de puntuación fue diferente al posteriormente utilizado.

## Calendario
| Prueba                      | Fecha            | Vencedor            | Equipo del vencedor        |
| --------------------------- | ---------------- | ------------------- | -------------------------- |
| Milán-San Remo              | 18 de marzo      | Laurent Fignon      | Super U                    |
| Tour de Flandes             | 2 de abril       | Edwig Van Hooydonck | Superconfex-Yoko           |
| París-Roubaix               | 9 de abril       | Jean-Marie Wampers  | Panasonic                  |
| Lieja-Bastoña-Lieja         | 16 de abril      | Sean Kelly          | PDM                        |
| Amstel Gold Race            | 22 de abril      | Eric Van Lancker    | Panasonic                  |
| Wincanton Classic           | 30 de julio      | Frans Maassen       | Superconfex-Yoko           |
| Gran Premio de las Américas | 6 de agosto      | Jörg Müller         | PDM                        |
| Clásica de San Sebastián    | 12 de agosto     | Gerhard Zadrobilek  | 7 Eleven-American Airlines |
| G. P. Zúrich                | 20 de agosto     | Steve Bauer         | Helvetia-La Suisse         |
| G. P. de la Libération      | 17 de septiembre | TVM                 | TVM                        |
| París-Tours                 | 8 de octubre     | Jelle Nijdam        | Superconfex-Yoko           |
| Giro de Lombardía           | 14 de octubre    | Tony Rominger       | Château D'Ax               |

## Clasificación
| Pos | Corredor            | Equipo             | Puntos |
| --- | ------------------- | ------------------ | ------ |
|     | Sean Kelly          | PDM                | 44     |
| 2   | Tony Rominger       | Château D'Ax       | 32     |
| 3   | Rolf Sørensen       | Ceramiche-Ariostea | 27     |
| 4   | Frans Maassen       | Superconfex-Yoko   | 23     |
| 5   | Steve Bauer         | Helvetia-La Suisse | 23     |
| 6   | Edwig Van Hooydonck | Superconfex-Yoko   | 20     |
| 7   | Herman Frison       | Histor-Sigma       | 19     |
| 8   | Charly Mottet       | RMO                | 19     |
| 9   | Raúl Alcalá         | PDM                | 19     |
| 10  | Sammie Moreels      | Lotto              | 19     |

## Clasificación por equipos
| Pos | Equipo       | Puntos |
| --- | ------------ | ------ |
| 1   | PDM          | 120    |
| 2   | Helvetia     | 101    |
| 3   | Histor-Sigma | 78     |